# 高庙镇 (海东市)
高庙镇，是中华人民共和国青海省海东市乐都区下辖的一个乡镇级行政单位。

## 行政区划
高庙镇下辖以下地区：
高庙镇社区、东村、西村、保家村、李家村、大路村、新盛村、段堡子村、新庄村、扎门村、老庄村、柳湾村、长里村、下沟村、旱地湾村、田蒲家村、寺磨庄村、蒲家墩村、白崖子村、晁马家村、老牙村和郎家村。